# 마이크로소프트 액세스
마이크로소프트 액세스(Microsoft Access)는 마이크로소프트 오피스에 포함된 데이터베이스 프로그램이다. 1992년 11월 13일 액세스 1.0 버전으로 처음 개발되었으며 현재 최신 버전은 마이크로소프트 오피스 액세스 2016이다. 2003 버전까지는 .mdb 확장자를 기본으로 사용했으나 2007 버전부터는 .accdb를 사용하고 있다. 액세스는 대기업의 부서와 프로그래머를 포함하여 소형 비즈니스에서 사용된다. 프로그래머의 입장에서 액세스에서 볼 수 있는 이점들 가운데 하나는 SQL과 연동이 잘된다는 점이다. 또한 액세스는 마이크로소프트 인터넷 정보 서비스(IIS)와 액티브 서버 페이지(ASP) 위에서 기본 웹 기반의 응용 프로그램들을 위한 데이터베이스로 사용될 수 있다.

## 파일 확장자
마이크로소프트 액세스는 다음과 같은 파일 형식으로 정보를 저장한다:
| 파일 형식                                                                        | 확장자 |
| -------------------------------------------------------------------------------- | ------ |
| 액세스 프로젝트                                                                  | .adp   |
| 액세스 빈 프로젝트 탬플릿                                                        | .adn   |
| 액세스 데이터베이스 (2007~현재)                                                  | .accdb |
| 액세스 데이터베이스 런타임 (2007~현재)                                           | .accdr |
| 액세스 데이터베이스 탬플릿 (2007~현재)                                           | .accdt |
| 액세스 데이터베이스 (2003 및 이전)                                               | .mdb   |
| 액세스 데이터베이스, 추가 기능에 쓰임 (2,95,97), 이전에는 워크그룹 (2)에 쓰였음. | .mda   |
| 액세스 데이터베이스 탬플릿 (2003 및 이전)                                        | .mdt   |
| 액세스 워크그룹, 데이터베이스 (사용자 수준 보안).                                | .mdw   |
| 액세스 (SQL 서버) 제거된 데이터베이스 (2000)                                     | .mdf   |
| 보호된 액세스 데이터베이스, with compiled VBA (2003 및 이전)                     | .mde   |
| 보호된 액세스 데이터베이스, with compiled VBA (2007~현재)                        | .accde |
| 윈도우 바로 가기: 액세스 매크로                                                  | .mam   |
| 윈도우 바로 가기: 액세스 쿼리                                                    | .maq   |
| 윈도우 바로 가기: 액세스 보고서                                                  | .mar   |
| 윈도우 바로 가기: 액세스 테이블                                                  | .mat   |
| 윈도우 바로 가기: 액세스 폼                                                      | .maf   |

## 버전
| 날짜             | 버전                                      | 버전 번호 | 지원 OS                      | 오피스 제품군 버전                                              |
| ---------------- | ----------------------------------------- | --------- | ---------------------------- | --------------------------------------------------------------- |
| 1992년           | 액세스 1.1                                | 1         | 윈도우 3.0                   |                                                                 |
| 1993년           | 액세스 2.0                                | 2.0       | 윈도우 3.1x                  | 오피스 4.3 Pro                                                  |
| 1995년 8월 24일  | 마이크로소프트 오피스 액세스 포 윈도우 95 | 7.0       | 윈도우 95                    | 오피스 95 프로페셔널                                            |
| 1997년 1월 16일  | 마이크로소프트 오피스 액세스 97           | 8.0       | 윈도우 9x, NT 3.51/4.0       | 오피스 97 프로페셔널, 디벨로퍼                                  |
| 1999년 6월 7일   | 마이크로소프트 오피스 액세스 2000         | 9.0       | 윈도우 9x, NT 4.0, 2000      | 오피스 2000 프로페셔널, 프리미엄, 디벨로퍼                      |
| 2001년 5월 31일  | 마이크로소프트 오피스 액세스 2002         | 10        | 윈도우 XP                    | 오피스 XP 프로페셔널, 디벨로퍼                                  |
| 2003년 11월 27일 | 마이크로소프트 오피스 액세스 2003         | 11        | 윈도우 2000, XP              | 오피스 2003 프로페셔널, 프로페셔널 엔터프라이즈                 |
| 2007년 1월 27일  | 마이크로소프트 오피스 액세스 2007         | 12        | 윈도우 XP SP2, 비스타        | 오피스 2007 프로페셔널, 프로페셔널 플러스, 얼티밋, 엔터프라이즈 |
| 2009년 4월 24일  | 마이크로소프트 오피스 액세스 2007 SP2     | 12        | 윈도우 XP SP2, 비스타        | 오피스 2007 서비스 팩 2                                         |
| 2010년 7월 15일  | 마이크로소프트 오피스 액세스 2010         | 14        | 윈도우 XP SP3, 비스타 SP1, 7 | 오피스 2010 프로페셔널, 프로페셔널 플러스, 프로페셔널 아카데믹  |
| 2012년 10월 2일  | 마이크로소프트 오피스 2013                | 15        | 윈도우 7 이상                | 마이크로소프트 오피스 2013                                      |
| 2015년 9월 22일  | 마이크로소프트 오피스 2016                | 16        | 윈도우 7 이상                | 마이크로소프트 오피스 2016                                      |

2.0과 7.0 사이에는 액세스 버전이 없다. 왜냐하면 윈도우 95 버전이 워드 7로 시작하였기 때문이다. 모든 오피스 95 제품들은 OLE 2 기능을 갖추고 있으며 액세스 7은 워드 7과 호환된다.

## 같이 보기
- 데이터베이스
- ADOdb